# Había una vez una estrella
Había una vez una estrella es una película mexicana de 1989 dirigida por Sergio Véjar y protagonizada por David Reynoso, Pedro Fernández, José Elías Moreno, Yolanda Mérida y Anahí.

## Sinopsis
Al morir su madre, Rodrigo debe ver por sus tres hermanitos. Aunque trabaja arduamente, apenas le alcanza para mantenerlos y comprar medicinas para Fer que se encuentra enfermo. Ante lo apremiante de su situación, se ve en la necesidad de acudir a su abuelo, hombre duro e insensible que nunca quiso conocerlos.
Cuando parece que Don Fernando nunca va a querer a sus nietos, poco a poco el cariño de los niños lo van enterneciendo sobre todo el de su nieta María  (Anahí) quien lo quiere sobre todo al grado de estar muy triste y extrañarlos cuando estos se regresan con Rodrigo.

## Elenco
- Pedro Fernández - Rodrigo
- David Reynoso - Don Fernando
- José Elías Moreno - Ernesto
- Patricia Martínez - Chela (Julieta)
- Anahí - María
- Héctor Pons - Fer
- Beatriz Moreno - Inés
- Yolanda Mérida - Rita
- Blanca Lidia Muñoz - Doña Jovita
- Luis Alfredo Jimenez - Ale
- Ana Matilde Ríos - Raquel
- Ricardo de Pascual - Dr. Palacios
- Julio Urreta - Dr. del pueblo